# Harry Rapf

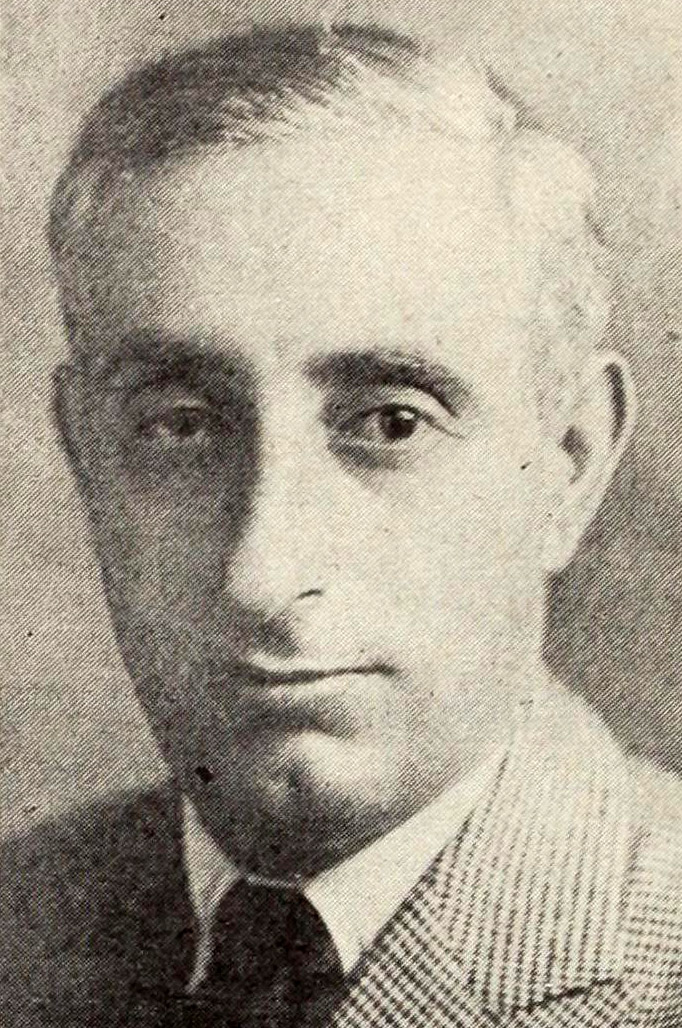
Harry Rapf (1921)

Harry Rapf (New York, 16 oktober 1882 – Los Angeles, 6 februari 1949) was een Amerikaans filmproducent.
Rapf begon zijn carrière in 1917 en groeide in de jaren twintig uit tot een befaamde producent van Metro-Goldwyn-Mayer.

## Filmografie
| - To-Day (1917) - The Accidental Honeymoon (1918) - The Sins of the Children (1918) - Wanted for Murder (1918) - Why Girls Leave Home (1921) - Your Best Friend (1922) - Rags to Riches (1922) - Heroes of the Street (1922) - Brass (1923) - Where the North Begins (1923) - Lucretia Lombard (1923) - Brown of Harvard (1926) - The Hollywood Revue of 1929 (1929) - Min and Bill (1930) - The Man in Possession (1931) - The Champ (1931) - Possessed (1931) - Emma (1932) - Lovers Courageous (1932) - The Passionate Plumber (1932) - Freaks (1932) - New Morals for Old (1932) - Divorce in the Family (1932) - Broadway to Hollywood (1933) - The Chief (1933) - Christopher Bean (1933) - Hollywood Party (1934) | - A Wicked Woman (1934) - The Night Is Young (1935) - The Murder Man (1935) - The Perfect Gentleman (1935) - Whipsaw (1935) - Tough Guy (1936) - The Three Wise Guys (1936) - We Went to College (1936) - Piccadilly Jim (1936) - Old Hutch (1936) - Mad Holiday (1936) - Espionage (1937) - The Good Old Soak (1937) - They Gave Him a Gun (1937) - Live, Love and Learn (1937) - Thoroughbreds Don't Cry (1937) - The Bad Man of Brimstone (1937) - Everybody Sing (1938) - Stablemates (1938) - The Girl Downstairs (1938) - Burn 'Em Up O'Connor (1939) - Let Freedom Ring (1939) - The Ice Follies of 1939 (1939) - Henry Goes Arizona (1939) - Forty Little Mothers (1940) - Gallant Bess (1946) - Scene of the Crime (1949) |